# Hans-Henrik Ørsted
Hans-Henrik Ørsted (ur. 13 grudnia 1954 w Grenaa) – duński kolarz torowy i szosowy, brązowy medalista olimpijski oraz ośmiokrotny medalista torowych mistrzostw świata.

## Kariera
Pierwszy sukces w karierze Hans-Henrik Ørsted osiągnął w 1975 roku, kiedy zdobył złoty medal w drużynowym wyścigu na dochodzenie podczas mistrzostw Danii. Pięć lat później wystartował na igrzyskach olimpijskich w Moskwie, gdzie w indywidualnym wyścigu na dochodzenie zajął trzecie miejsce, ulegając jedynie Robertowi Dill-Bundiemu ze Szwajcarii oraz Francuzowi Alainowi Bondue. W 1980 roku wystąpił również na mistrzostwach świata w Besançon ponownie zdobywając brąz w tej konkurencji - tym razem lepsi byli Brytyjczyk Anthony Doyle oraz Holender Herman Ponsteen. Na dwóch następnych mistrzostwach: Brno 1981 i Leicester 1982 Duńczyk zajmował drugie miejsce za Alainem Bondue, a podczas mistrzostw świata w Zurychu w 1983 roku ponownie był trzeci – uległ tylko Steele'owi Bishopowi z Australii i Mattheusowi Pronkowi z Holandii. W latach 1984–1987 zdobył jeszcze cztery medale w swej koronnej konkurencji: złote na MŚ w Barcelonie w 1984 roku, MŚ w Bassano w 1985 roku i MŚ w Widedniu w 1987 roku oraz srebrny podczas MŚ w Colorado Springs w 1986 roku, gdzie najlepszy był Anthony Doyle. Ørsted wielokrotnie stawał na podium zawodów cyklu Six Days, startował także w wyścigach szosowych, jednak bez większych sukcesów. Ponadto wielokrotni zdobywał medale mistrzostw kraju, zarówno w kolarstwie torowym jak i szosowym.